# カーボベルデの国旗
カーボベルデの国旗（カーボベルデのこっき）は1992年9月22日に制定された。
1992年までの国旗は、元々独立時に連合する予定であったギニアビサウとの関係を考慮し、ギニアビサウの国旗とよく似たデザインだった。10個の星はアフリカ大陸から離れたところにあるカーボベルデ諸島の主要な島々を表す。青は空と海を表し、紅白の帯はこの国の形成までの道を表す。白は平和、赤は努力を象徴する。ポルトガル統治時代は、ポルトガルの国旗が掲げられた。

## 縦横比
憲法には各色の帯の構成については規定されているものの、旗全体の縦横比は規定されていない。比率2:3が多用されている一方、10:17等、他の比率を紹介している文献もある。

?現在の国旗（縦横比2:3のタイプ）

## 歴史的な旗

?提案されたポルトガル領カーボベルデの旗
?ポルトガル植民地総督の旗
?ポルトガル植民地高等弁務官の旗
?1975年から1992年まで使われた国旗

## 註釈・出典
1. ↑  “Construction details of the national flag of Cabo Verde”.   FOTW Flags Of The World (2017年11月25日). 2018年6月7日閲覧。
2. ↑  例として、刈安望『決定版 国旗と国章図鑑』(ISBN 978-4-418-16404-2)では10:17としている（178ページ）。